# A kutya szaporodása

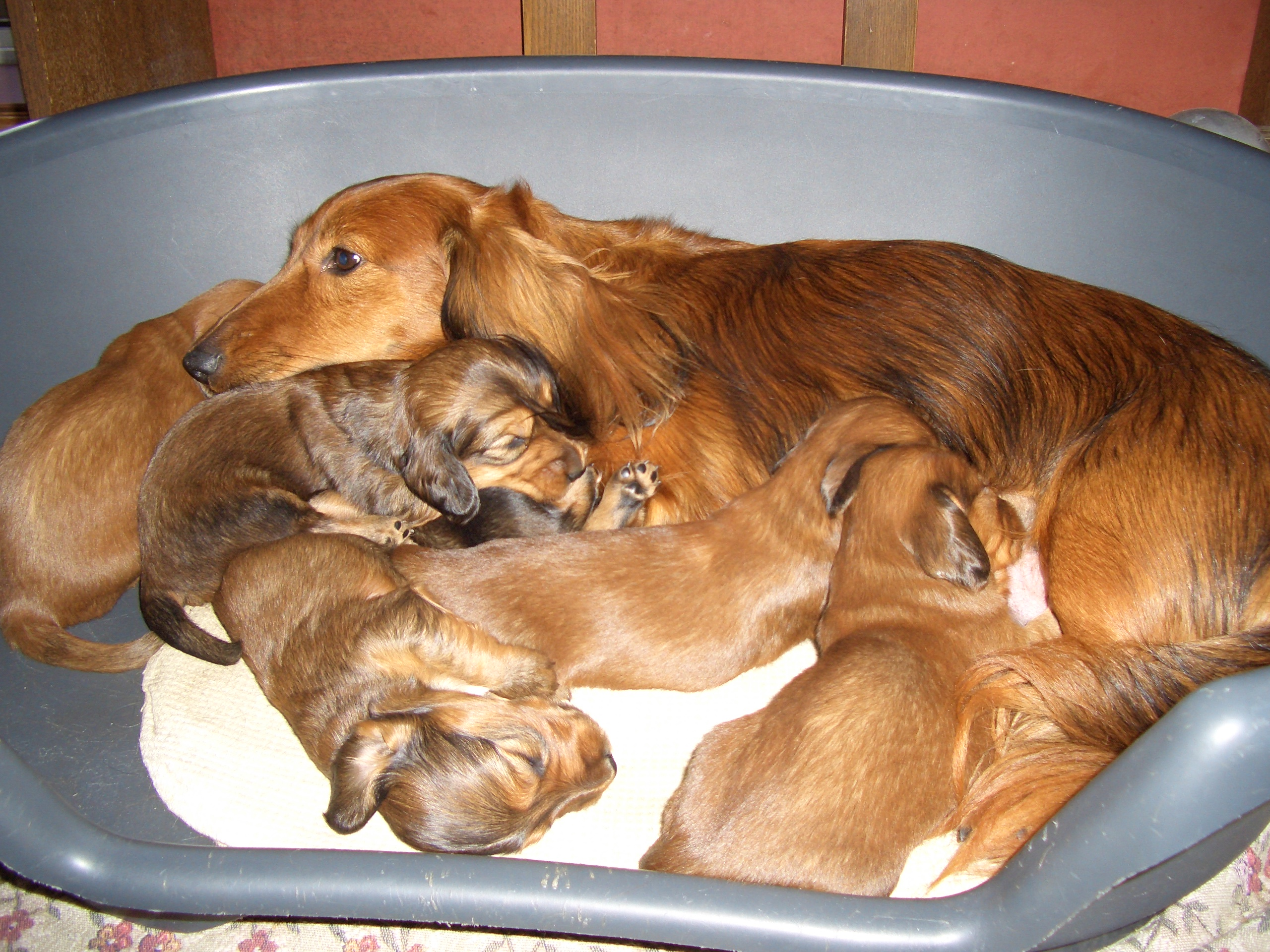
Szuka a kölykeivel

A nőstény kutyát szukának, a hímet kannak nevezik. A kanok bármikor készen állanak a párzásra, míg a nőstények csak a párzási időszakban, amikor a szuka úgymond „tüzel”.Az anyaméhben fejlődnek a kölykök.

## A szuka tüzelése
A szukát az első tüzelés időpontjától tekintik ivarérettnek. Az első tüzelés időpontja összefügg a teljes testméret elérésének időpontjával. A kistestű kutyáknál ez az időpont a 6–8 hónapos kor környékén, míg nagy testű kutyáknál egyéves kor utánra tolódik. A tüzelés általában március vagy november környékén következik be, és hozzávetőleg 21 napig tart, de a tüzelés hossza a fajtától is függ. A kezdetén a szuka még nem engedi magához a kanokat. A fedezésre a tüzelés 12. és 14. napja közötti időszak a legalkalmasabb.
Ebben az időszakban a szukát nem célszerű közösségbe (kutyafuttatóba, kutyaiskolába) vinni, mert a kan kutyákat mágnesként vonzza magához, ami felforduláshoz, az állatok küzdelméből kifolyólag az emberre is veszélyes helyzetekhez, kutyák elvesztéséhez, illetve nem kívánt szaporulathoz vezethet.
A szuka tüzelését az jelzi, hogy pérája (nemi szerve) megduzzad, az állat nyugtalanul viselkedik, felkelti a kanok érdeklődését, vércseppeket hagy maga után.

## Vemhesség
A fedezést követően – amennyiben a megtermékenyítés sikeres volt – a szuka 58–62 nap elteltével világra hozza kicsinyeit. Az alom mérete (az utódok száma) függ a kutya fajtájától, illetve egyéb tényezőktől. A kölykök várható számát legegyszerűbben ultrahang vizsgálattal lehet megállapítani a vemhesség 24. napját követően.
A vemhesség második felében a szuka fokozott odafigyelést, illetve, mivel a megnagyobbodott méh kisebb helyet hagy az emésztési rendszernek, illetve a magzatok is egyre jelentősebb mértékben vonnak el tápanyagokat a szukától, gyakrabban kell etetni.
Ha a vemhesség rendben lezajlik, a 60. nap környékén megindul az ellés. A szuka hozzávetőleg óránként hozza világra kölykeit, majd megszoptatja őket.

## A nem kívánt szaporulat megelőzése
A nem kívánt vemhesség a legegyszerűbben ivartalanítással előzhető meg, ami egyben bizonyos betegségekkel szembeni védelmet is jelent. A fiatal korban (ivarérés előtt) végzett ivartalanításnak nincs ismert negatív mellékhatása a hobbi célból tartott kutyákra, viszont a gazdát megkíméli a kölykök felnevelése és gazdák keresésének feladatától, a kanokban csökkenti a domináns viselkedést, illetve a versengést. A felnőtt korban ivartalanított állatok esetében a műtét után célszerű a táplálék mennyiségét csökkenteni.